# Werfer-Brigade 4
Die Werfer-Brigade 4 war eine deutsche Nebelwerfer-Brigade im Zweiten Weltkrieg.

## Brigadegeschichte
Am 5. Juni 1943 wurde im Wehrkreis XI in Celle der Kommandeur der Nebeltruppe 4 eingerichtet. Dieser wurde für die Aufstellung der Werfer-Brigade 4 verwendet.
Die Werfer-Brigade 4 wurde am 1. März 1944 durch die Umgliederung mit dem Werfer-Regiment 51 und dem Werfer-Regiment 53 durch den Wehrkreis X mit Friedensstandort Munsterlager aufgestellt.
Die Werfer-Brigade 4 war als Heerestruppenteil bis Oktober 1944 im Westen und der Ardennenoffensive, wie auch die Werfer-Brigade 9, bei der 6. Panzerarmee. Zuletzt war die Brigade beim AOK 1 in der Saarpfalz eingesetzt.
Im November 1944 wurde die Werfer-Brigade 4 in die Volks-Werfer-Brigade 4 umbenannt. Zu Kriegsende war das Werfer-Regiment 51 unter der Führung von Oberstleutnant Rank (* 1902) und das Werfer-Regiment 52 unter Oberstleutnant d. R. Karl Traetzel (* 1896).
Nach der Auflösung der Werfer-Brigade 3 1945 wurde der ehemalige Kommandeur Oberst, später Generalmajor, Werner Büning Kommandeur der Brigade.